# Fredrik I av Anhalt
Fredrik I av Anhalt (tyska: Friedrich I.), född 1831 i Dessau, död 1904 i Ballenstedt, var regerande hertig av Anhalt från 1871 till 1904.

## Biografi
Fredrik I tillhörde fursteätten Askanien och var son till Leopold IV av Anhalt-Dessau.
Han gifte sig 1854 med Antoinette av Sachsen-Altenburg (1838-1908), dotter till prins Eduard av Sachsen-Altenburg.
1. Leopold (1855-1886) gift med Elisabeth av Hessen-Kassel (1861-1955)
2. Fredrik II av Anhalt (1856-1918)
3. Elisabeth (1857-1933) gift med Adolf Fredrik V av Mecklenburg-Strelitz
4. Eduard av Anhalt (1861-1918) gift med Luise av Sachsen-Altenburg (1873-1953)
5. Aribert av Anhalt (1864-1933; prinsregent) gift 1891 på Windsor Castle med Marie Louise av Schleswig-Holstein -Sonderburg-Augustenburg , dotterdotter till drottning Viktoria av Storbritannien. Skilsmässa 1900.
6. Alexandra (1868-1958) gift med furst Sizzo von Schwartzburg